# 鈴木實里
鈴木實里（日语：／ Suzuki Minori，1997年10月1日—）是日本的女性聲優，事務所為青二製作，前事務所為e-stone music。愛知縣出身，血型A型。

## 簡歷
從小就對與「聲音」有關的職業（歌手、旁白、演員）有興趣，在小學高年級左右收看深夜動畫後，開始懷有「只要成為聲優就能實現自己所有想做的事」的嚮往。高中時藉由打工的存款，每週前往東京一次接受為期一年的演技課程。
2014年末參加《超時空要塞系列》電視動畫續作的新歌姬、聲優甄選會，在約8千位報名者中通過審查。2016年4月，在前述電視動畫續作《超時空要塞Δ》中以芙蕾雅·薇恩一角開始演藝活動，並以作品中的偶像組合「Walküre」名義發行單曲CD。
2017年9月30日，宣布將藉由演唱電視動畫《愛吃拉麵的小泉同學》片頭曲個人歌手出道。
2023年6月8日，事務所發表新型冠狀病毒PCR檢測呈陽性並缺席2023年6月12日的THE IDOLM@STER CINDERELLA GIRLS 燿城夜祭演唱會。6月16日恢復正常工作。
2023年9月30日，事務所官網及X(Twitter)官方帳號宣佈出道以來所屬事務所e-stone music約滿退所。
2023年10月1日，在X(Twitter)官方帳號宣佈移籍事務所青二製作。

## 人物
在決定成為聲優前，曾想過要當《Ciao》的漫畫家或娃娃屋的工匠。
與在《超時空要塞Δ》中共同演出的西田望見相當友好。亦與中野彩麻有交流。

### 超時空要塞相關
小學時因接觸了「星間飛行」和等動畫歌曲而開始觀看並熱衷於《超時空要塞F》。憧憬的聲優是在該動畫中飾演蘭花·李的中島愛，並曾參加過中島的握手會。母親也喜歡《超時空要塞F》，因而支持鈴木參加甄選會。在歌唱審查中演唱了蘭花的，最後和中島一樣成為《超時空要塞系列》的新歌姬並以聲優、歌手的身份出道。
總導演河森正治表示選用鈴木的理由為「積極樂觀的性格非常貼近芙蕾雅」，鈴木也認為自己只有外表和芙蕾雅不相似。此外，鈴木在《超時空要塞Δ》中喜歡的男性角色是空中騎士團的博格·康瓦爾特。

## 演出作品
粗體字為主要角色。

### 電視動畫
2016年
- 超時空要塞Δ（芙蕾雅·薇恩[18]）
- 數碼暴龍宇宙-應用怪獸（亞衣的朋友、女高中生）

2017年
- KiraKira☆光之美少女 A La Mode（疑似轉世後的諾瓦的男孩）
- 月色真美（女子2、後輩女子1、女子社員、工作人員、同學）
- 偶像大師 灰姑娘女孩劇場 2nd SEASON 第2期（藤原肇）
- 國王遊戲 The Animation（平野奈美）

2018年
- 皇帝聖印戰記（艾瑪）
- 庫洛魔法使 透明牌篇（詩之本秋穗）
- 妖怪旅館營業中（黑鶴戒、白鶴明）
- 藍海少女！～Advance～（女性、女孩子、客、學生）
- 千緒的通學路（篠塚桃[19]）
- 偶像大師 灰姑娘女孩劇場 3rd SEASON（藤原肇）
- 魔法禁書目錄III（芙羅莉絲）

2019年
- 偶像大師 灰姑娘女孩劇場 CLIMAX SEASON（藤原肇）
- 胡蝶綺 ～少年信長～（生駒吉乃[20]）

2020年
- SHOW BY ROCK!! Mashumairesh!!（維維）
- 小書痴的下剋上：為了成為圖書管理員不擇手段！第2期（羅吉娜）

2021年
- SHOW BY ROCK!! STARS!!（維維）
- 魔法紀錄 魔法少女小圓外傳 2nd SEASON -覺醒前夜-（萬年櫻的謠言）
- 寶可夢 旅途（蕾吉娜）

2022年
- 食鏽末世錄（太田）
- 世界計劃（東雲繪名）
- 相合之物（堀河美弦）
- 小書痴的下剋上：為了成為圖書管理員不擇手段！第3期（羅吉娜[21]）
- 勇者、辭職不幹了（黛安涅特）
- 黑之召喚士（莎拉[22]）

2023年
- Sugar Apple Fairy Tale（班傑明[23]）
- 我的英雄學院（一般女性）
- 寶可夢 地平線（莉可[24]）
- 我喜歡的女孩忘記戴眼鏡（遠山真帆[25]）
- 勇者赫魯庫（克雷斯〈少年〉）

2024年
- 義妹生活（讀賣栞[26]）
- 魔王陛下RETRY！R（敏可[27]）

2025年
- 全修。（メメルン[28]）
- 妖怪旅館營業中 貳（戒、明[29]）

### 劇場動畫
2025年
- 劇場版 世界計畫 崩壞的世界與無法歌唱的初音未來（東雲繪名[30]）

### 網路動畫
2017年
- 直感×Algorhythm♪（麟Kilin）
- 偶像大師 灰姑娘女孩劇場 週二灰姑娘劇場（藤原肇）

2020年
- 偶像大師 灰姑娘女孩劇場 Extra Stage（藤原肇）

2022年
- CINDERELLA GIRLS 10th Anniversary Celebration Animation ETERNITY MEMORIES（藤原肇）
- 悠哉賽馬娘（愛麗數碼）

2023年
- PLUTO ～冥王～（烏蘭[31]）

### 遊戲
2016年
- 問答RPG 魔法使與黑貓維茲（芙蕾雅·薇恩[32]）
- 超時空要塞ΔSCRAMBLE（日语：マクロスΔスクランブル）（芙蕾雅·薇恩[33]）

2017年
- 聖潔天使（芙蕾雅·薇恩）
- 新槍彈辯駁V3 大家的自相殘殺新學期（夜長安琪[34]）
- 唱吧！超時空要塞 手機DeCulture（日语：歌マクロス スマホDeカルチャー）（芙蕾雅·薇恩）
- 艦隊Collection（天霧、狹霧[35]）
- 偶像大师 灰姑娘女孩（藤原肇）
- 偶像大師 灰姑娘女孩 星光舞台（藤原肇）
- IS Archetype Breaker（歐妮露·彗星）
- 碧藍航線（彗星、新月）

2018年
- 心跳偶像（月島美奈都[36]）
- 魔法紀錄 魔法少女小圓外傳（萬年櫻之謠）

2019年
- 魔法禁书目录 幻想收束（芙罗莉丝）
- 明日方舟（空）

2020年
- 世界計畫 繽紛舞台！ feat.初音未來 （東雲繪名）

2021年
- 賽馬娘Pretty Derby（愛麗數碼）

2023年
- 超異域公主連結☆Re:Dive（德川莉莉）

2024年
- 鳴潮（燈燈）

### 廣播節目
- 超時空要塞Δ （2016年－2017年，文化放送、超時空要塞入口網站[37]）
- 超時空要塞永不停止（2017年－，與東山奈央和KENN在SHOWROOM共同直播、兩週一次）

### 廣告
- d動畫商城（2016年4月－6月）
- 月刊Comic REX（一迅社，2016年4月－8月）
- 月刊少年天狼星（講談社，2016年4月－）
- 超時空要塞ΔSCRAMBLE（日语：マクロスΔスクランブル）（萬代南夢宮娛樂，2016年7月－）

### 其他
- 義妹生活（讀賣栞）

## 音樂作品

### 單曲
|            | 發售日         | 標題                              | 規格產品編號              | 規格產品編號 | 規格產品編號 | Oricon 最高排名 |
| 初回限定盤 | 發售日         | 標題                              | 通常盤                    | 動畫盤       |              | Oricon 最高排名 |
| ---------- | -------------- | --------------------------------- | ------------------------- | ------------ | ------------ | --------------- |
| 1st        | 2018年1月24日  | FEELING AROUND                    | VTZL-142                  | VTCL-35267   | 不適用       | 21名            |
| 2nd        | 2018年5月9日   | Crosswalk/Rewind (藍海少女碟)（Crosswalk/リワインド (あまんちゅ! 盤)） | 不適用                    | VTCL-35271   | 不適用       | 14名            |
| 2nd        | 2018年5月9日   | Rewind/Crosswalk (小櫻碟)（リワインド/Crosswalk (さくら盤)）     | 不適用                    | VTCL-35272   | 不適用       | 14名            |
| 3rd        | 2019年8月7日   |                                   | 不適用                    | VTCL-35306   | 不適用       | 27名            |
| 4th        | 2020年2月12日  | 夜空                              | VTZL-166 (A) VTZL-167 (B) | VTCL-35311   | 不適用       | 19名            |
| 5th        | 2021年11月10日 |                                   | VTZL-191                  | VTCL-35331   | VTCL-35332   | 22名            |
| 6th        | 2022年6月1日   | BROKEN IDENTITY                   | VTZL-201 (A) VTZL-202 (B) | VTCL-35346   | 不適用       |                 |

### 專輯
|            | 發售日         | 標題 | 規格產品編號 | 規格產品編號 | Oricon最高排名 |
| 初回限定盤 | 發售日         | 標題 | 通常盤       |              | Oricon最高排名 |
| ---------- | -------------- | ---- | ------------ | ------------ | -------------- |
| 1st        | 2018年12月19日 |      | VTZL-151     | VTCL-60477   | 23名           |
| 2nd        | 2020年8月26日  |      | VTZL-175     | VTCL-60531   | 30名           |

### 網路配信
| 發售日期     | 標題 | 發售形態 |
| ------------ | ---- | -------- |
| 2020年6月3日 |      | 數位下載 |

### 合作歌曲
| 曲名            | 合作作品                                             | 年份   |
| --------------- | ---------------------------------------------------- | ------ |
| FEELING AROUND  | 電視動畫《愛吃拉麵的小泉同學》片頭曲                 | 2018年 |
| Crosswalk       | 電視動畫《藍海少女！～Advance～》片頭曲              | 2018年 |
| Rewind          | 電視動畫《庫洛魔法使 透明牌篇》第二季片尾曲          | 2018年 |
|                 | 電視動畫《魔術學姐》片尾曲                           | 2019年 |
|                 | 電視動畫《戀愛小行星》片尾曲                         | 2020年 |
|                 | 電視動畫《小書痴的下剋上》第二部片尾曲               | 2020年 |
|                 | 電視動畫《海賊王女》片尾曲                           | 2021年 |
| BROKEN IDENTITY | 電視動畫《勇者辭職不幹了～下個職場是魔王城～》片頭曲 | 2022年 |

### 角色歌
| 發售日   | 商品名稱               | 演唱名義                                                                 | 歌曲                                         | 備註                                                                  |
| 2015年   | 2015年                 | 2015年                                                                   | 2015年                                       | 2015年                                                                |
| -------- | ---------------------- | ------------------------------------------------------------------------ | -------------------------------------------- | --------------------------------------------------------------------- |
| 12月31日 |                        | Walküre                                                                  | 「」                                         | 電視動畫《超時空要塞Δ》插入曲                                         |
| 2016年   |                        |                                                                          |                                              |                                                                       |
| 3月21日  |                        | Walküre                                                                  | 「」                                         | 電視動畫《超時空要塞Δ》插入曲                                         |
| 5月11日  |                        | Walküre                                                                  | 「」                                         | 電視動畫《超時空要塞Δ》片頭曲                                         |
| 5月11日  | 「」                   | Walküre                                                                  | 電視動畫《超時空要塞Δ》片尾曲                |                                                                       |
| 6月22日  | 《超時空要塞Δ》原聲帶1 | 芙蕾雅（鈴木實里）、蕾娜（東山奈央）、瑪基娜（西田望見）（from Walküre） | 「」 「」                                    | 電視動畫《超時空要塞Δ》插入曲                                         |
| 7月6日   | Walküre Attack!        | Walküre                                                                  | 「」 「」 「NEO STREAM」 「Walküre Attack!」 | 電視動畫《超時空要塞Δ》插入曲                                         |
| 7月6日   | Walküre Attack!        | 美雲（JUNNA）、芙蕾雅（鈴木實里）、要（安野希世乃）（from Walküre）      | 「GIRAFFE BLUES」                            | 電視動畫《超時空要塞Δ》插入曲                                         |
| 8月10日  |                        | Walküre                                                                  | 「」                                         | 電視動畫《超時空要塞Δ》片頭曲                                         |
| 8月10日  | 「」 「」              | Walküre                                                                  | 電視動畫《超時空要塞Δ》片尾曲                |                                                                       |
| 8月10日  | 芙蕾雅（鈴木實里）     | 「」                                                                     | 電視動畫《超時空要塞Δ》插入曲                |                                                                       |
| 9月28日  | Walküre Trap!          | Walküre                                                                  | 電視動畫《超時空要塞Δ》插入曲                | 「Absolute 5」 「」 「Silent Hacker」 「Hear The Universe」 「」 「」 |
| 9月28日  | Walküre Trap!          | Walküre                                                                  | 「LOVE! THUNDER GROW」 「God Bless You」     | 電視動畫《超時空要塞Δ》片尾曲                                         |
| 9月28日  | Walküre Trap!          | Walküre                                                                  | 「」                                         | 電視動畫《超時空要塞Δ》相關歌曲                                       |
| 9月28日  | Walküre Trap!          | 芙蕾雅（鈴木實里）                                                       | 「」                                         | 電視動畫《超時空要塞Δ》相關歌曲                                       |

### 團體成員
1. 1 2 3 4 5  美雲（JUNNA）、芙蕾雅（鈴木實里）、要（安野希世乃）、瑪基娜（西田望見）、蕾娜（東山奈央）

## 外部連結
- 鈴木實里 前事務所Official Website （页面存档备份，存于） （日語）（已失效）
- 鈴木實里 Official的X（前Twitter） （日語）
- 鈴木實里 官方YouTube （页面存档备份，存于） （日語）
- 鈴木實里 青二製作官方個人資料 （页面存档备份，存于） （日語）